# Henry Markell
Henry Markell (* 7. Februar 1792 in Stone Arabia, New York; † 30. August 1831 in Palatine, New York) war ein US-amerikanischer Jurist und Politiker. Zwischen 1825 und 1829 vertrat er den Bundesstaat New York im US-Repräsentantenhaus. Der Kongressabgeordnete Jacob Markell war sein Vater.

## Werdegang
Henry Markell besuchte Gemeinschaftsschulen. Er studierte Jura. Nach dem Erhalt seiner Zulassung als Anwalt begann er zu praktizieren. Als Folge einer Zersplitterung der Demokratisch-Republikanischen Partei vor und während der Präsidentschaft von John Quincy Adams (1825–1829) schloss er sich der Adams-Fraktion an. Bei den Kongresswahlen des Jahres 1824 für den 19. Kongress wurde Markell im 16. Wahlbezirk von New York in das US-Repräsentantenhaus in Washington, D.C. gewählt, wo er am 4. März 1825 die Nachfolge von John W. Cady antrat. Nach einer erfolgreichen Wiederwahl im Jahr 1826 in den 20. Kongress schied er nach dem 3. März 1829 aus dem Kongress aus. Am 30. August 1831 starb er in Palatine und wurde auf dem Friedhof in St. Johnsville im Montgomery County beigesetzt.